# 連合参謀本部

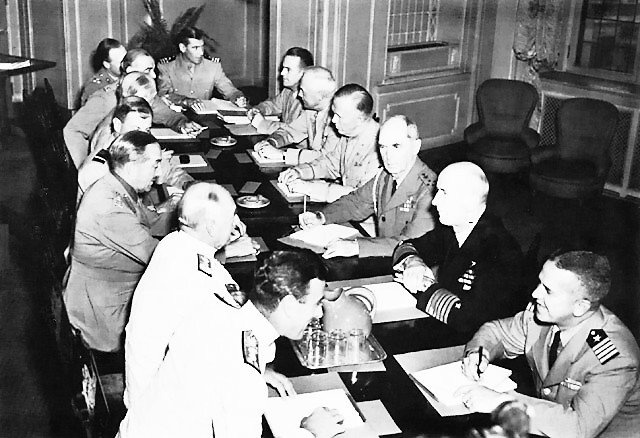
1943年8月23日、ケベックでの連合参謀本部の会議

連合参謀本部 (れんごうさんぼうほんぶ、英語: Combined Chiefs of Staff, CCS) は、ソ連と中国を除く第二次世界大戦時の連合国軍の最高司令部である。イギリス参謀長委員会（CSC）とアメリカ統合参謀本部からなる。

## 概要
アルカディア会談中の1942年1月10日に英参謀長委員会が提出した"Post-ARCADIA Collaboration"にアメリカ側が同月14日に同意して設置された。同月23日にワシントンD.C.の連邦準備制度ビルで第1回会議を開催した。英軍幹部はロンドンから数千マイル離れたワシントンD.C.に常駐出来ないため、英参謀長委員会を代弁するJoint Staff Missionが置かれた。統合参謀派遣団は三軍による組織であり、戦時中にジョン・ディル元帥（死後ヘンリー・メイトランド・ウィルソン元帥が後継）、ジェームズ・サマヴィル海軍大将らが在籍した。アメリカ統合参謀本部が第1回会合を開いたのは2月9日である。
CCSは英米両政府に対する義務を負っていたが、太平洋、インド、及び北アフリカを含む全戦域において、多数の国々から来た軍隊を統率した。
CCSの全体会議は通常、大戦略に関する大きな戦時会談（例えばカサブランカでの）の間にのみ行われた。フランク・マクスウェル・アンドルーズ将軍は、1943年1月のカサブランカ会談時、欧州作戦戦域における米軍全体の司令官の任にあった。

## 構成
CCSの主要構成員は、以下である。
- 米側
  - 合衆国陸海軍最高司令官（大統領）付参謀長ウィリアム・リーヒ海軍大将（のち海軍元帥）
  - 陸軍参謀総長ジョージ・マーシャル陸軍大将（のち陸軍元帥）
  - 合衆国艦隊司令長官兼海軍作戦部長アーネスト・キング海軍大将（のち海軍元帥）
  - 陸軍航空軍司令官ヘンリー・アーノルド陸軍中将（のち陸軍元帥及び空軍元帥）
- 英側
  - 第一海軍卿ダドリー・パウンド海軍元帥（死後後任はアンドルー・カニンガム海軍元帥）
  - 陸軍参謀総長アラン・ブルック陸軍大将（のち陸軍元帥、アランブルック子爵授爵）
  - 空軍参謀総長（英語版）チャールズ・ポータル空軍大将（のち空軍元帥）
  - 連合作戦部（英語版）長ルイス・マウントバッテン中将（東南アジア戦域（英語版）最高司令官に任命されるまで）